# Euclidia
Euclidia är ett släkte av fjärilar som beskrevs av Ferdinand Ochsenheimer 1816. Euclidia ingår i familjen nattflyn.

## Dottertaxa tillEuclidia, i alfabetisk ordning[1][2]
- Euclidia angulosa
- Euclidia angustlineata
- Euclidia annexa
- Euclidia aquamarina
- Euclidia ardita
- Euclidia aurantiaca
- Euclidia caerulea
- Euclidia communita
- Euclidia configurata
- Euclidia consors
- Euclidia conspicua
- Euclidia costovata
- Euclidia cuspidea
- Euclidia demaculatus
- Euclidia dentata
- Euclidia derufata
- Euclidia fascialis
- Euclidia fortificata
- Euclidia fumata
- Euclidia glyphica
- Euclidia immunita
- Euclidia limbosa
- Euclidia livida
- Euclidia marginata
- Euclidia miXXXXXXXVitbrokigt slåtterfly
- Euclidia munita
- Euclidia obsoleta
- Euclidia suffusa
- Euclidia tarsalis
- Euclidia taurica
- Euclidia triquetra
- Euclidia tristicula
- Euclidia vittata

## Bildgalleri

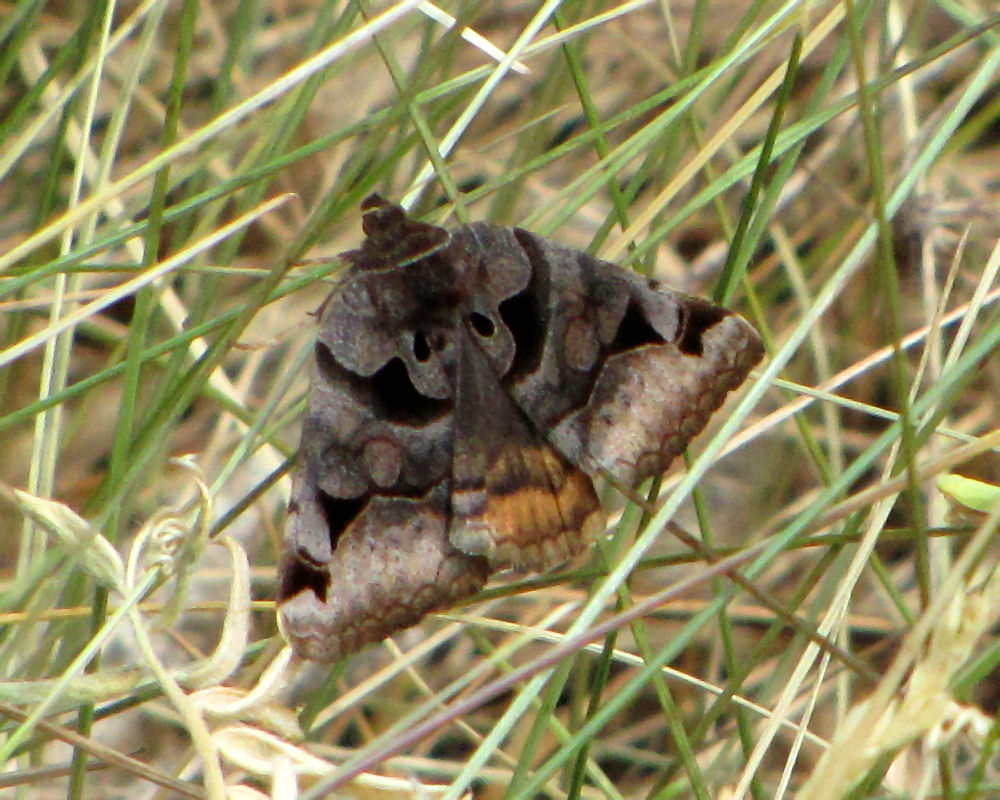